# Ferreyranthus
Ferreyranthus H.Rob. & Brettell, 1974 è un genere di piante angiosperme dicotiledoni della famiglia delle Asteraceae.

## Etimologia
Il nome del genere onora il botanico Ramón Alejandro Ferreyra Huerta (Callao, 1910 - 2005).
Il nome del genere è stato reso noto per la prima volta dai botanici contemporanei R.D. Brettell e Harold Ernest Robinson nella pubblicazione "Phytologia; Designed to Expedite Botanical Publication. New York" (Phytologia 28: 50) del 1974.

## Descrizione
L'habitus delle piante di questo genere varia da subarbustivo a piccoli alberi. Queste specie sono prive di latice. La pubescenza è di tipo aracnoide-tomentosa e si trova sugli steli e sulle superfici abassiali delle foglie, talvolta all'apice delle brattee involucrali. In alcuni casi la pubescenza è rigida.
Le foglie in genere sono disposte lungo il fusto in modo opposto; in genere la base è fusa con la guaina. Il contorno della lamina può essere intero con forme da lineare ad ampiamente ovali, oblanceolate o ellittiche. Le venature sono pennate. I bordi sono finemente dentati.
L'infiorescenza è formata da capolini di tipo radiato eterogamo. I capolini sono raccolti in dense formazioni corimbose con peduncoli (raramente sono sessili). La struttura dei capolini è quella tipica delle Asteraceae: un peduncolo (corto o lungo) sorregge un involucro a forma ampiamente campanulata composto da 45 - 55 squame (o brattee) disposte in 5 serie in modo embricato e scalato che fanno da protezione al ricettacolo  sul quale s'inseriscono due tipi di fiori: quelli esterni ligulati, disposti a raggiera e quelli interni tubulosi molto più numerosi. Il ricettacolo, alveolato, è squamato e nudo (senza pagliette).
I fiori sono tetra-ciclici (ossia sono presenti 4 verticilli: calice – corolla – androceo – gineceo) e pentameri (ogni verticillo ha in genere 5 elementi). I fiori si dividono in due tipi: del raggio e del disco. I fiori del raggio (ligulati e zigomorfi) sono di solito presenti  (da 8 a 12), sono femminili e fertili. I fiori del disco (tubulosi e actinomorfi, da 12 a 25) sono in genere ermafroditi.
- Formula fiorale:

*/x K {\displaystyle \infty }, [C (5), A (5)], G 2 (infero), achenio
- Calice: i sepali del calice sono ridotti ad una coroncina di squame.

- Corolla: le ligule delle corolle dei fiori del raggio hanno delle forme da lineari a ellittico-oblunghe (sempre ben sviluppate) e terminano con tre corti lembi, sono colorate di giallo (raramente rosso o porpora); i fiori del disco hanno dei lobi allungati e lineari, colorati di giallo e con la superficie punteggiata di ghiandole.

- Androceo: gli stami sono 5 con filamenti liberi e distinti, mentre le antere sono saldate in un manicotto (o tubo) circondante lo stilo. Le antere hanno delle code con frange e le teche sono corte. Il polline è ricoperto da spine in modo uniforme. Il polline è sferico (diametro: 25 - 50 micron), e tricolporato, echinato (non è mai costato).

- Gineceo: lo stilo è filiforme, mentre gli stigmi dello stilo sono due, brevi e divergenti. L'ovario è infero uniloculare formato da 2 carpelli. Gli stigmi in genere sono corti e filiformi ed hanno la superficie stigmatica (papille) interna. La parte superiore dello stilo può essere pelosa (quella basale è glabra).

I frutti sono degli acheni con pappo. La forma dell'achenio è prismatica con 10 coste; la superficie è ricoperta da setole, ghiandole e rafidi allungati. Il pappo, distribuito più o meno in due serie, è formato da 10 – 15 setole o squamelle.

## Biologia
- Impollinazione: l'impollinazione avviene tramite insetti (impollinazione entomogama tramite farfalle diurne e notturne).
- Riproduzione: la fecondazione avviene fondamentalmente tramite l'impollinazione dei fiori (vedi sopra).
- Dispersione: i semi (gli acheni) cadendo a terra sono successivamente dispersi soprattutto da insetti tipo formiche (disseminazione mirmecoria). In questo tipo di piante avviene anche un altro tipo di dispersione: zoocoria. Infatti le brattee dell'involucro possono agganciarsi ai peli degli animali di passaggio disperdendo così anche su lunghe distanze i semi della pianta.

## Distribuzione e habitat
La distribuzione delle piante di questo genere è relativa al Perù e Ecuador.

## Tassonomia
La famiglia di appartenenza di questa voce (Asteraceae o Compositae, nomen conservandum) probabilmente originaria del Sud America, è la più numerosa del mondo vegetale, comprende oltre 23.000 specie distribuite su 1.535 generi, oppure 22.750 specie e 1.530 generi secondo altre fonti (una delle checklist più aggiornata elenca fino a 1.679 generi). La famiglia attualmente (2021) è divisa in 16 sottofamiglie.

### Filogenesi
Le piante di questa voce appartengono alla tribù Liabeae della sottofamiglia Vernonioideae. Questa assegnazione è stata fatta solo ultimamente in base ad analisi di tipo filogenetico sul DNA delle piante. Precedenti classificazioni descrivono queste piante nella sottofamiglia Cichorioideae oppure (ancora prima) i vari membri di questo gruppo, a dimostrazione della difficoltà di classificazione delle Liabeae, erano distribuiti in diverse tribù: Vernonieae, Heliantheae, Helenieae, Senecioneae e Mutisieae.
Le seguenti caratteristiche sono condivise dalla maggior parte delle specie della tribù:
- nei fusti è frequente la presenza di lattice;
- le foglie hanno una disposizione opposta e spesso sono fortemente trinervate con superfici inferiori tomentose;
- il colore dei fiori del raggio e del disco sono in prevalenza gialli o tonalità vicine;
- le corolle del disco sono profondamente lobate;
- le basi delle antere sono calcarate;
- le superfici stigmatiche sono continue all'interno dei rami dello stilo;
- il polline è spinoso e sferico.

Il genere di questa voce è descritto nella sottotribù Liabinae Cass. ex Dumort., una delle quattro sottotribù di Labieae. La sottotribù, nell'ambito della tribù, si trova in posizione "basale" e si è separata dal resto delle altre sottotribù subito dopo il genere Cacosmia. Il genere Ferreyranthus all'interno della sottotribù si trova in posizione "basale" e forma un "gruppo fratello" con il resto dei generi della sottotribù (è la prima entità ad essersi separata).
Le specie di questo genere sono individuate dai seguenti caratteri:
- il portamento è arbustivo o piccolo-arboreo;
- i piccioli non sono alati ma alla base sono fusi con le guaine fogliari;
- nelle pareti dell'achenio sono presenti dei rafidi allungati.

Il numero cromosomico delle specie di questo gruppo è: 2n = 18.

### Elenco delle specie
Per questo genere sono assegnate le seguenti 8 specie:
- Ferreyranthus excelsus (Poepp.) H.Rob. & Brettell
- Ferreyranthus fruticosus  (Muschl.) H.Rob.
- Ferreyranthus gentryi  H.Rob.
- Ferreyranthus ramonii  H.Rob.
- Ferreyranthus rugosus  (Ferreyra) H.Rob. & Brettell
- Ferreyranthus vaginans  (Muschl.) H.Rob. & Brettell
- Ferreyranthus verbascifolius  (Kunth) H.Rob. & Brettell
- Ferreyranthus vernonioides  (Muschl.) H.Rob. & Brettell